# Radnice v Berouně
Radnice v Berouně vyniká v řadě domů na východní straně Husova náměstí zejména svou štukovou a sochařskou výzdobou. Její dnešní podoba je výsledkem novobarokní přestavby z roku 1903. Je chráněna jako kulturní památka České republiky.

## Historie
Radnice stála na tomto místě pravděpodobně již ve středověku. Četné požáry způsobily, že musela být během staletí několikrát znovu vystavěna nebo zásadně přestavěna. Renesanční podobu měla stavba z let 1560–1564, dílo kameníka Jiřího Táborského. Barokní přestavbu provedl v roce 1735 Václav Bíšovec, další úpravy proběhly v roce 1781. V roce 1867 se městský úřad přestěhoval do obecního domu U Černého koně a do budovy byla umístěna chlapecká škola, později zde byla kasárna zemské obrany. V roce 1903 byla provedena nákladná rekonstrukce v novobarokním slohu podle plánů berounského rodáka Františka Coufala. Byl také zbořen a znovu postaven zadní trakt, kde byl dříve pivovar. Při úpravách radnice v roce 1998 byl doplněn proskleným křídlem.

## Architektura
Radnice je dvoupatrová budova se sedlovou mansardovou střechou, kterou zakončuje štíhlá vížka s lucernou. Průčelí je bohatě zdobené štukem a završené atikou s třemi ozdobnými štíty s vázami. Figurální i štuková výzdoba průčelí je dílem sochaře Viléma Amorta. Na sloupech lemujících vstupní portál jsou postavy muže a ženy v nadživotní velikosti, které podpírají balkón. Po stranách balkónových dveří jsou naznačené ženské postavy (hermy), výzdobu doplňují dále amorci, erby, girlandy a rostlinné motivy, také městský znak, královská koruna a hodiny. Po novodobé úpravě zadního traktu vzniklo ve dvoře atrium s podloubím a trojicí původních studní.
Radnice vznikla spojením dvou středověkých domů. Ve sklepě a v přízemí jsou zachovány gotické prvky – prostory s valenými klenbami. V prvním patře jsou částečně valené klenby, částečně ploché stropy. I výzdobu interiérů provedl V. Amort (v r. 1912). Zvláště pozoruhodná je výzdoba stropu zasedací síně ve druhém patře, která nyní slouží jako obřadní síň. Kromě sošek amorků a dekorativních ornamentů se zde objevuje motiv trilobitů (jde o vypodobnění šesti různých druhů).

## Zajímavost
V přízemí je u stropu vytesána figurka skřítka Klepáčka (též dílo V. Amorta). Podle pověsti je to duch jednoho z primátorů, který při nepřátelském vpádu odmítl vydat ukrytou městskou pokladnu a byl proto vojáky umučen. Dodnes prý ukrytý poklad hlídá a dohlíží na správné chování městských úředníků.